# Jardín Botánico de Adorf
El Jardín Botánico de Adorf en alemán : Botanischer Garten Adorf es un jardín botánico especializado en plantas de las montañas Alpinum, ubicado en Adorf, Sajonia, Alemania,

## Localización
Para llegar al jardín botánico tomando la carretera B 92 = E 49 con dirección a Bad Elster/República Checa. Cuando se pasa por Adorf tomar a la derecha el sentido " Waldbadstraße". 
Botanischer Garten Adorf und Klein-Vogtland Waldbadstraße 7, Adorf, Freistaat Sachsen-Sajonia, Alemania.
Planos y vistas satelitales.50°18′22.32″N 12°14′45.6″E / 50.3062000, 12.246000
Se encuentra abierto todos los días en los meses cálidos. 

## Historia
En 1992 se tuvo la idea de recrear una vista de Adorf y la región de Vogtland, con maquetas miniaturas algo que significaría la oportunidad de trabajar en esos proyectos especiales a un grupo de desempleados por un periodo de tiempo y de tener la ocasión de ganar por lo menos un poco de dinero. Esos primeros pensamientos se han creado y se han incrementado con el museo local de la ciudad
El año 1993 fue el inicio oficial del proyecto en cooperación con la oficina de desempleo (que aportaron el dinero), el « Bildungswerk der Sächsischen Wirtschaft »; (Organización para la formación de la economía sajona) y la ciudad de Adorf (como continuadora en el mantenimiento del museo). Los primeros trabajos importantes fueron con las instalaciones especiales para el trabajo (construyendo un taller, enseñando a los empleados en modelaje de edificios y consiguiendo las primeras experiencias). 
La apertura del « Klein-Vogtland » (Vogtland en miniatura), se produjo el 17 de junio de 1995 y entonces se podían admirar 35 miniaturas con vistas de la región. En 1996 ya se podían admirar 43 miniaturas y se había mejorado notablemente el área de alrededor. Este proyecto sirvió de modelo para la creación de otros similares en Ruhla, Neubrandenburg y Wehlen. 
En 1997 se tuvo la idea de ampliar el recinto e incrementarlo con un jardín botánico, y en 1999 se produjo la nueva inauguración con un recinto de casi 3 hectáreas.
En 2008, un pequeño incendio destruyó 300 plantas y parte del parque de miniaturas adyacente. Para el año 2009, todos los daños habían sido reparado.

## Colecciones
En el jardín botánico se albergan 11,000 plantas procedentes de las altas montañas de todo el mundo. 